# (354) Eleonora
354 Eleonora est un astéroïde de la ceinture principale, découvert par Auguste Charlois le 17 janvier 1893.
(354) Eleonora est un astéroïde de type A, donc riche (> 80 %) en olivine, au moins en ce qui concerne les roches de sa surface.